# Ann Magnuson
Ann Magnuson (Charleston, 4 gennaio 1956) è una cantante, disc jockey e attrice statunitense.

## Biografia
Figlia di un avvocato e di una giornalista, aveva un fratello, Bobby, morto nel 1988 per complicazioni dell'AIDS.
Dopo la laurea nel 1978 è andata a New York dove ha fatto la DJ e si è esibita in spettacoli, oltre a cantare in un gruppo musicale di sole donne, Pulsallama. Inoltre ha gestito un locale,  Club 57, frequentato anche dal graffitista  Keith Haring.
Ha affiancato John Malkovich nel film Cercasi l'uomo giusto

## Vita privata
Dal 2002 è sposata con l'architetto John Bertram.

## Filmografia parziale

### Cinema
- Miriam si sveglia a mezzanotte (The Hunger), regia di Tony Scott (1983)
- Cercasi Susan disperatamente (Desperately Seeking Susan), regia di Susan Seidelman (1985)
- Sleepwalk, regia di Sara Driver (1986)
- Cercasi l'uomo giusto (Making Mr. Right), regia di Susan Seidelman (1987)
- Heavy Petting - L'età degli amori (Heavy Petting), regia di Obie Benz (1988)
- Le ragazze di Jimmy (A Night in the Life of Jimmy Reardon), regia di William Richert (1988)
- Mondo New York - L'altra faccia della mela (Mondo New York), regia di Harvey Keith (1988)
- Al diavolo il paradiso (Checking Out), regia di David Leland (1989)
- Un amore passeggero (Love at Large), regia di Alan Rudolph (1990)
- Sotto il segno del pericolo (Clear and Present Danger), regia di Phillip Noyce (1994)
- Crociera fuori programma (Cabin Boy), regia di Adam Resnick (1994)
- Prima e dopo (Before and After), regia di Barbet Schroeder (1996)
- Small Soldiers, regia di Joe Dante (1998)
- Love & Sex, regia di Valerie Breiman (2000)
- Crime Shades (The Caveman's Valentine), regia di Kasi Lemmons (2001)
- Glitter, regia di Vondie Curtis-Hall (2001)
- Panic Room (The Panic Room), regia di David Fincher (2002)
- Il delitto Fitzgerald (The United States of Leland), regia di Matthew Ryan Hoge (2003)
- One More Time, regia di Robert Edwards (2015)

### Televisione
- Anything but Love – serie TV, 50 episodi (1989-1992)
- CSI: Miami - serie TV, episodio 3x07 (2005)
- Modern Family – serie TV, episodio 4x24 (2013)
- Looking – serie TV, episodi 1x01-1x03 (2014)
- L'uomo nell'alto castello (The Man in The High Castle) – serie TV, 7 episodi (2018-2019)
- Titans – serie TV, episodi 2x04-2x08 (2019)
- Star Trek: Picard – serie TV, episodi 1x02-1x08 (2020)
- L'assistente di volo - The Flight Attendant (The Flight Attendant) – serie TV, episodi 1x01-1x03 (2020)

## Doppiatrici italiane
Nelle versioni in italiano delle opere in cui ha recitato, Ann Magnuson è stata doppiata da:
- Isabella Pasanisi in Sotto il segno del pericolo, Panic Room, Star Trek: Picard
- Cristina Dian in Prima e dopo
- Roberta Greganti in Small Soldiers
- Alessandra Cassioli in Crime Shades
- Angiola Baggi ne Il delitto Fitzgerald
- Serena Verdirosi in CSI: Miami
- Rossella Izzo ne L'uomo nell'alto castello
- Michela Alborghetti in Titans